# 水谷宗雅
水谷 宗雅（みずたに そうが　1948年(昭和23年)3月5日 - ）は茶道雅流を創流した茶人である。庵号は松月庵。

## 来歴
東京生まれ。 幼少の頃より茶道（表千家不白流宗家）、華道（池坊、小原流、古流）、琴（生田流、山田流）、ピアノを習得し、十代より教場を開き弟子の育成に努める。
1984年から2015年まで31年間、国立千鳥ヶ淵戦没者墓苑に於いて献茶奉仕する。
1991年9月28日、流祖・秋本宗意（表千家不白流宗家）より茶道奥義一子相伝を伝授され、宗意は翌日に他界した。
2000年に茶道雅流を創流する。
2000年5月17日、韓国国立國学院（藝楽堂）にて国楽競演大会大統領賞受賞記念公演（宋和映の僧舞と献茶のコラボレーション（天命）） を行う。
2013年6月、ポーランドのワルシャワ・ワジェンキ公園内離宮にて茶花の展示と茶会を催した（ポーランド国立アジアパシフィック美術館より感謝状授与）。